# Choeronycteris mexicana
Choeronycteris mexicana — вид родини листконосові (Phyllostomidae), ссавець ряду лиликоподібні (Vespertilioniformes, seu Chiroptera).

## Морфологічні особливості

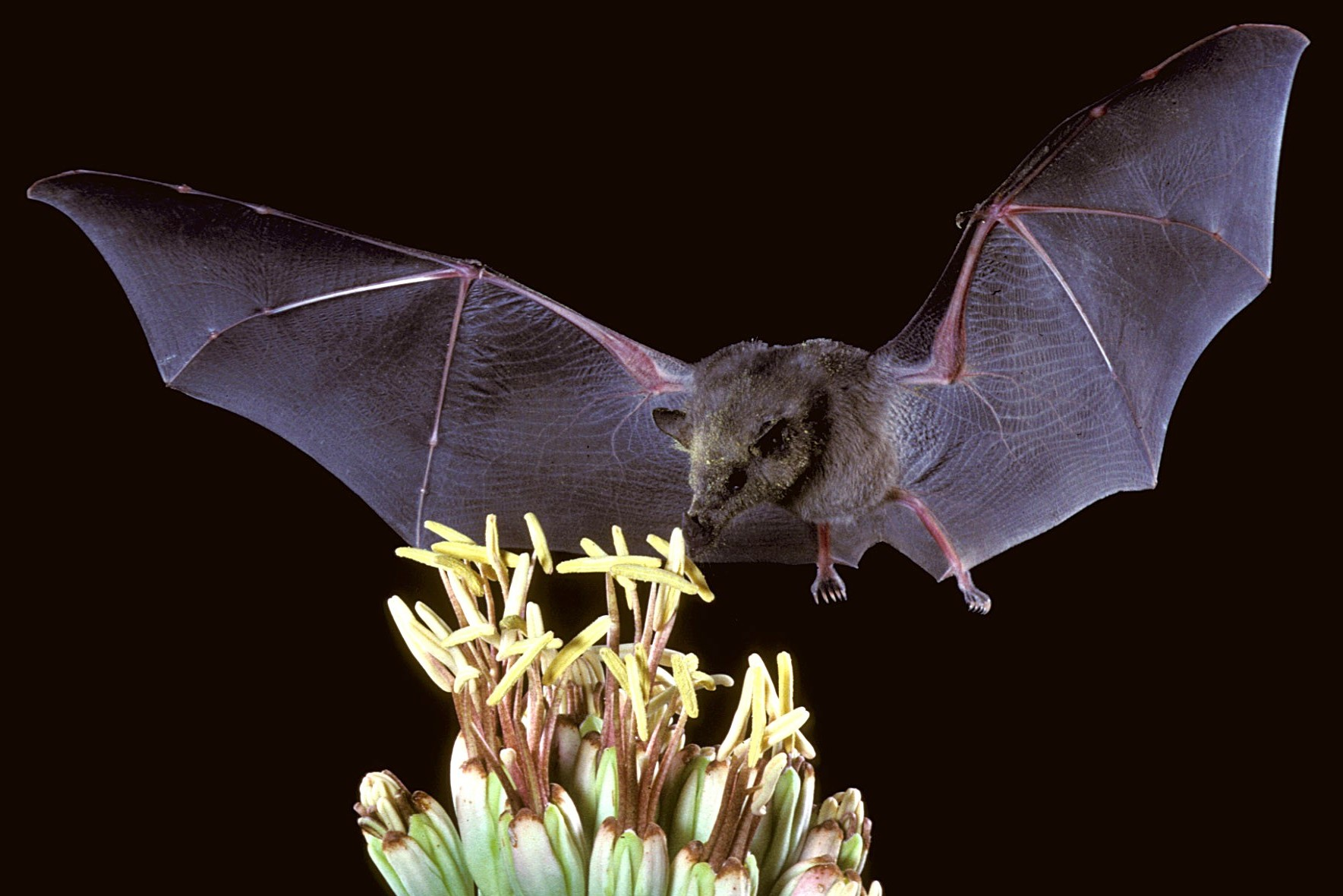
Choeronycteris mexicana

Довжина голови та тіла від 68 до 93 мм, довжина передпліччя між 43 і 49 мм, довжина хвоста між 6 і 12 мм, довжина стопи між 10 і 14 мм, довжина вух від 15 до 18 мм і вага до 19 г Загальний колір тіла варіюється від жовто-коричневого до темно-сіро-коричневого, світліший на плечах і животі. Морда витягнута. Вуха сіро-коричневі. Зубна формула: 2/0, 1/1, 2/3, 3/3 = 30. Каріотип, 2n=16 FN=24.

## Екологія
Лаштує сідала в печерах і шахтах, рідше в будівлях. Північні популяції мігрують на південь взимку. Харчується фруктами, пилком, нектаром, і, ймовірно, комахами. Вид агави Agave palmeri відіграє ключову роль у споживанні цього кажана.

## Середовище проживання
Країни поширення: Сальвадор, Гватемала, Гондурас, Мексика, США. Він живе в пустельних чагарниках, листяних лісах і дубових лісах до 1900 метрів над рівнем моря.